# Astragalus aaronii
Astragalus aaronii là một loài thực vật có hoa trong họ Đậu. Loài này được (Eig) ZOHARY miêu tả khoa học đầu tiên năm 1972.